# Lagerøl
 Denne artikel bør gennemlæses af en person med fagkendskab for at sikre den faglige korrekthed.

Lager er en betegnelse for en undergæret øl, der gærer langsomt ved lave temperaturer og lagres ved lave temperaturer i 1-2 uger. Lager-øl hører til blandt de mest populære øl i dag.

## Historie
I 1800-tallet brugte bayerske bryggere kølige grotter til at opbevare og modne øl. Den øl kaldte de "Lagerbier", der kommer af lagern ("at lagre"). Efterhånden udviklede bayerske bryggere en speciel gær, der virkede ved lave temperaturer. Den gær lægger sig på på bunden af gæringtanken, og denne type øl kaldes undergæret.
I 1820-1830 rejste bryggeren Gabriel Sedlmayr, hvis familie havde et bryggeri i Bayern, rundt i Europa for at forbedre sine evner inden for brygning. Hjemvendt efter flere års "dannelsesrejse" havde Gabriel Sedlmayr lært at brygge en mere stabil og konsistent lagerøl. Den bayerske lager var dog anderledes end den moderne lager. Det skyldtes, at vandet i München var hårdt og gjorde øllet mørkt.
Opskriften på forbedrede lager spredte sig hurtigt over Europa. Specielt Sedlmayrs ven Anton Dreher brugte den nye teknik til at tilpasse den wienske øl i 1840-1841. Vandet i Wien gjorde det muligt at bruge lysere malttyper, hvilket gjorde øllet lysere.
Den nye opskrift nåede også Bøhmen, og her blev den yderligere tilpasset. I 1842 prøvede den 29-årige bayerske brygger Josef Groll i byen Plzeň opskriften med en anden slags malt sammen med det lokale vand. Den nye øl, der blev kendt som en pilsner, fik stor succes over hele Europa. 
En danskbrygget lagerøl efter bajerske principper blev første gang med held brygget i 1846 af brygger J.C. Jacobsen (grundlæggeren af Carlsberg). I det 20. århundrede kunne den købes under navnet Gl. Carlsberg Lager, men ændrede i 2003 navn til Carls Lager. Den oprindelige øl havde større alkoholstyrke end den senere lagerøl.

## Pilsner
En pilsner har en lys farve, samt et højt inhold af kuldioxid. Et alkoholindhold på 4-5% er normalt for en pilsner

## Almindelige typer lager
- Bock/Doppelbock
- Dortmunder
- Dunkel
- Helles
- Kellerbier
- Märzen/Oktoberfest
- Pilsner
- Schwarzbier
- Spezial
- Vienna lager